# Coaster (servizio ferroviario suburbano)
Il Coaster è il servizio ferroviario suburbano a servizio della regione costiera settentrionale della contea di San Diego, nello Stato della California. Attivato il 27 febbraio 1995, si compone di un'unica linea lunga 66 km con 8 stazioni ed è gestito dalla Bombardier Transportation per conto dell'agenzia North County Transit District.
Possiede interscambi con i servizi ferroviari suburbani Metrolink e Sprinter, che collega il capolinea nord Oceanside con la città di Escondido, e con diversi servizi Inter-city dell'Amtrak.

## Il servizio
Il servizio, che termina presso Santa Fe Depot, è attivo sette giorni su sette. Dal lunedì al venerdì il servizio si compone di 22 corse, 11 per direzione; nei giorni festivi e nei fine settimana il servizio è invece ridotto a 8 corse, 4 per direzione.